# Новоолександрівка (Долинська міська громада)
Новоолекса́ндрівка — село в Україні, у Долинській міській громаді Кропивницького району Кіровоградської області. Населення становить 341 осіб. Колишній центр Новоолександрівської сільської ради.

## Населення
Згідно з переписом УРСР 1989 року чисельність наявного населення села становила 344 особи, з яких 161 чоловік та 183 жінки.
За переписом населення України 2001 року в селі мешкало 340 осіб.

### Мова
Розподіл населення за рідною мовою за даними перепису 2001 року:
| Мова       | Відсоток |
| ---------- | -------- |
| українська | 96,77 %  |
| російська  | 3,23 %   |